# Eudosio de Antioquía
Eudosio de Antioquía (m. 370) fue patriarca de Constantinopla desde el 27 de enero de 360 hasta su muerte, en 370, habiendo sido anteriormente obispo de Kahramanmaraş (Germanicia) y Antioquía, entre 350 y 357 o entre 358 y 359, dependiendo de la fuente. Fue uno de los más influyentes sacerdotes arrianos.

## Historia
San Eustacio fue obispo de Antioquía entre 324 y 331 y consideraba la doctrina de Eudosio frágil y, por eso, se negó a ordenarlo. A pesar de todo, cuando Eustacio fue depuesto, los arrianos - o eusebianos, seguidores de la causa de Eusebio de Nicomedia - consagraron a Eudosio como obispo de Kahramanmaraş, en los confines de la Cilicia. Conservó el cargo por lo menos 17 años, en buena medida durante el periodo principal de intrigas contra Atanasio de Alejandría y de los reinados de los hijos de Constantino I.

### Concilio de Antioquía
En 341, el Concilio de Antioquía, Concilio de la Dedicación o Encaenia se realizó bajo el liderazgo de Placencio en Antioquía del Orontes y Eudosio estuvo presente. Discípulo de Aecio de Antioquía y amigo de Eunomio, era pura y simplemente un arriano. El Concilio se celebró en cuatro credos, entre los cuales los eusebianos consiguieron hacerse presentes. Atanasio cuenta que Eudosio fue enviado con Martirio y Macedonio a llevar el nuevo credo de Antioquía a Italia. Sin embargo, este nuevo credo pudo haber sido el macrostich o "Larga fórmula", concebida en otro Concilio posterior.

### Concilios en Sárdica y Filipópolis
En 343 o 347, se realizaron los concilios rivales de Sárdica y Filipópolis. En este último fue concebido un credo aún más arriano que en los de Antioquía y nuevamente firmado por Eudosio. Entre 355 y 359, Eudosio estaba en compañía del emperador romano de occidente, cuando llegaron noticias de la muerte de Leoncio de Antioquía. Bajo la falsa alegación de que tenía que retirarse para resolver problemas en Germanicia, Eudosio corrió hasta Antioquía y, presentándose como enviado del emperador, consiguió hacerse obispo, enviando inmediatamente a Ásfalus, un presbítero de Antioquía, a intentar mediar con la corte de Constantinopla. El emperador Constancio II escribió así a la iglesia de Antioquía: "Eudosio fue a buscarlos sin que yo lo haya enviado... ¿A qué restricciones llegarán los hombres disciplinados, si desvergonzadamente pululan de ciudad en ciudad, buscando con un deseo de lo más impío todas las oportunidades posibles para enriquecerse?" ].

### Concilio de Sirmio
El primer año de su episcopado en Antioquía, Eudosio convocó el Concilio de Sirmio, que aprobó un credo semiarriano. Podemos tener una idea de la recepción entre los homoousianos de suyo sermón a partir de tres diferentes fuentes. Hilario de Poitiers, entonces en oriente, oyó a Eudosio en su catedral y deseó ser sordo a causa del lenguaje, que consideró horriblemente blasfemo. Teodoreto de Ciro y Epifanio de Salamina lo relatan como alguien que alegaba tener el mismo conocimiento de Dios que de sí mismo.

### Concilio de Seleucia y consagración en Constantinopla
En 359, se realizó un concilio en Seleucia Isaura, con los ortodoxos consistiendo de una pequeña parte de los asistentes y donde la mayoría firmó nuevamente el "Credo de la Dedicación" del Concilio de Antioquía. Eudosio, nuevamente presente, fue depuesto por los partidarios de Basilio de Ancira y parece que buscó refugio en la corte de Constantinopla. Con la ayuda de los acacianos (semiarrianos también), se aseguró para sí la posición de obispo cuando Macedonio fue depuesto, tomando posesión del trono el 27 de enero de 360, en la presencia de 72 obispos. El 15 de febrero, la gran iglesia de Constantinopla, Santa Sofía, iniciada en 342 por Constancio II, fue dedicada.
Eudosio, ya en el trono episcopal y ante una multitud de espectadores formada por cortesanos, clérigos y ciudadanos, inició su discurso con las siguientes palabras: "El Padre es asebes [impio], el Hijo es eusebes [pío].". Un gran tumulto de personas indignadas se inició por doquier en la iglesia. El orador, sin alterarse, explicó: "El Padre es asebes pues Él no venera a nadie; el Hijo es eusebes pues él venera al Padre." La nueva catedral nuevamente reaccionó con carcajadas incontroladas. Así lo cuenta Sócrates Escolástico (en su Historia Eclesiástica).
Eudóxio consagró aún su amigo Eunomio para la sede de Cícico, pero inmediatamente el emperador Constancio II ordenó que se impidiera. Eudosio cedió ante el emperador y en sigilo persuadió a Eunomio para que se retirase.

## Años finales
En 365, un ataque fue hecho contra Eudosio por los semiarrianos hoy conocidos como macedonianos. Reunidos en un Concilio en Lampsaco, aprobaron el "Credo de la Dedicación", citaron Eudosio y su partido y, como ellos no aparecieron, lo sentenciaron a la pérdida del cargo. Sin embargo, el emperador romano del Oriente Valente se negó a confirmar los trabajos.
En 367, Valente, en la época en que estaba saliendo para la guerra contra los godos, fue inducido por la esposa arriana, Albia Dominica, a recibir el bautismo de Eudosio. El mismo año publicó, probablemente bajo la influencia de Eudosio, una orden para que los obispos que habían sido proscritos por Constancio y revocados por Juliano, el Apóstata, fueran nuevamente proscritos.